# Luca Waldschmidt
Luca Waldschmidt (Siegen, 19 de mayo de 1996) es un futbolista alemán. Juega de delantero y su equipo es el F. C. Colonia de la 1. Bundesliga de Alemania.

## Biografía
Jugó en el Eintracht Fráncfort en categoría juvenil. En su primera temporada sub-17 marcó 18 goles en 22 partidos, y al año siguiente 12 en 18 partidos. En la categoría sub-19 anotó 14 goles en 19 partidos.
El 25 de abril de 2015 debutó con el primer equipo, haciendo su debut como profesional en un encuentro de la Bundesliga contra el Borussia Dortmund. Posteriormente pasó por el Hamburgo S. V., hasta que en mayo de 2018 fichó por el S. C. Friburgo después del descenso del club de Hamburgo. El 14 de agosto de 2020 abandonó el conjunto alemán para jugar en el S. L. Benfica. Un año después regresó a su país tras ser traspasado al VfL Wolfsburgo, donde estuvo dos temporadas antes de ser cedido al F. C. Colonia. A pesar de que con este equipo vivió un descenso a la 2. Bundesliga, decidió quedarse para tratar de volver a la Bundesliga.

## Selección nacional
Internacional en categorías inferiores con Alemania, el 9 de octubre de 2019 realizó su debut con la absoluta en el amistoso que el conjunto alemán empató a dos ante Argentina.

## Clubes
| Club                   | País     | Año       | Partidos | Goles |
| ---------------------- | -------- | --------- | -------- | ----- |
| Eintracht Fráncfort II | Alemania | 2014      | 2        | 1     |
| Eintracht Fráncfort    | Alemania | 2014-2016 | 17       | 1     |
| Hamburgo S. V.         | Alemania | 2016-2018 | 38       | 3     |
| S. C. Friburgo         | Alemania | 2018-2020 | 56       | 17    |
| S. L. Benfica          | Portugal | 2020-2021 | 43       | 12    |
| VfL Wolfsburgo         | Alemania | 2021-2023 | 37       | 6     |
| F. C. Colonia          | Alemania | 2023-     | 57       | 13    |

### Hat-tricks
| Partidos en los que anotó tres o más goles | Partidos en los que anotó tres o más goles | Partidos en los que anotó tres o más goles | Partidos en los que anotó tres o más goles | Partidos en los que anotó tres o más goles | Partidos en los que anotó tres o más goles | Partidos en los que anotó tres o más goles | Partidos en los que anotó tres o más goles |
| #                                          | Fecha                                      | Lugar                                      | Equipo                                     | Rival                                      | Goles                                      | Resultado                                  | Competición                                |
| ------------------------------------------ | ------------------------------------------ | ------------------------------------------ | ------------------------------------------ | ------------------------------------------ | ------------------------------------------ | ------------------------------------------ | ------------------------------------------ |
| 1                                          | 20 de junio de 2019                        | Nereo Rocco, Trieste                       | Alemania sub-21                            | Serbia sub-21                              | Gol · Gol · Gol                            | 6 - 1                                      | Eurocopa Sub-21 2019                       |

## Palmarés

### Distinciones individuales
| Distinción                                                     | Año  |
| -------------------------------------------------------------- | ---- |
| Máximo goleador de la Eurocopa Sub-21 de 2019                  | 2019 |
| Incluido en el equipo del torneo de la Eurocopa Sub-21 de 2019 | 2019 |